# Simon Says (nummer van 1910 Fruitgum Company)
Simon Says is een nummer van de Amerikaanse band 1910 Fruitgum Company uit 1967. Het is de zesde single van hun eerste studioalbum Simon Says.

## Achtergrond
Het nummer is gebaseerd op het spel Simon Says, in het Nederlands commando pinkelen. Simon Says is een voorbeeld van de nummers in het genre bubblegum. Het nummer was internationaal een succes, met eerste plaatsen op de hitlijsten in Canada en Zuid-Afrika en tweede plekken in het Verenigd Koninkrijk en Australië. In Nederland haalde het nummer de 16e plaats en stond het in totaal 7 weken in de Top 40.

## Hitnotering

### Top 40
| Simon Says in de Nederlandse Top 40 – binnen: 23-03-1968 | Simon Says in de Nederlandse Top 40 – binnen: 23-03-1968 | Simon Says in de Nederlandse Top 40 – binnen: 23-03-1968 | Simon Says in de Nederlandse Top 40 – binnen: 23-03-1968 | Simon Says in de Nederlandse Top 40 – binnen: 23-03-1968 | Simon Says in de Nederlandse Top 40 – binnen: 23-03-1968 | Simon Says in de Nederlandse Top 40 – binnen: 23-03-1968 | Simon Says in de Nederlandse Top 40 – binnen: 23-03-1968 | Simon Says in de Nederlandse Top 40 – binnen: 23-03-1968 |
| Week                                                     | 1                                                        | 2                                                        | 3                                                        | 4                                                        | 5                                                        | 6                                                        | 7                                                        |                                                          |
| -------------------------------------------------------- | -------------------------------------------------------- | -------------------------------------------------------- | -------------------------------------------------------- | -------------------------------------------------------- | -------------------------------------------------------- | -------------------------------------------------------- | -------------------------------------------------------- | -------------------------------------------------------- |
| Nummer                                                   | 40                                                       | 28                                                       | 21                                                       | 16                                                       | 17                                                       | 22                                                       | 28                                                       | uit                                                      |

### Single Top 100
| Simon Says in de Nederlandse Single Top 100 – binnen: 30-03-1968 | Simon Says in de Nederlandse Single Top 100 – binnen: 30-03-1968 | Simon Says in de Nederlandse Single Top 100 – binnen: 30-03-1968 | Simon Says in de Nederlandse Single Top 100 – binnen: 30-03-1968 | Simon Says in de Nederlandse Single Top 100 – binnen: 30-03-1968 | Simon Says in de Nederlandse Single Top 100 – binnen: 30-03-1968 | Simon Says in de Nederlandse Single Top 100 – binnen: 30-03-1968 |
| Week                                                             | 1                                                                | 2                                                                | 3                                                                | 4                                                                | 5                                                                |                                                                  |
| ---------------------------------------------------------------- | ---------------------------------------------------------------- | ---------------------------------------------------------------- | ---------------------------------------------------------------- | ---------------------------------------------------------------- | ---------------------------------------------------------------- | ---------------------------------------------------------------- |
| Nummer                                                           | 20                                                               | 17                                                               | 14                                                               | 14                                                               | 18                                                               | uit                                                              |

### NPO Radio 2 Top 2000
| Nummer met noteringen in de NPO Radio 2 Top 2000 | '00  | '01  | '02  | '03 | '04  | '05  |
| ------------------------------------------------ | ---- | ---- | ---- | --- | ---- | ---- |
| Simon Says                                       | 1631 | 1671 | 1972 | -   | 1674 | 1931 |

1. ↑  Een '-' betekent dat het nummer niet was genoteerd en een vetgedrukt getal geeft de hoogste notering aan.
2. ↑  2000 was het eerste jaar met een notering voor dit nummer.
3. ↑  Deze tabel is bijgewerkt tot en met de laatste editie (2024).